# Bogár Gizi
Bogár Gizi, 1904-től hivatalosan Vincze Gizella (Budapest, 1882. július 12. – Budapest, 1962. augusztus 18.) magyar színésznő, Göndör Klára színésznő anyja.

## Élete
Bogár Teréz gyermekeként született. 1904-ben Vincze Ferenc örökbe fogadta és nevére vette. Pályáját vidéki színtársulatoknál kezdte. Az 1910-es években Sziklay Kornél városligeti Kis Színkörében primadonna szerepkörben állt színpadra. 1916–17-ben az Érdekes Kabaré tagja, 1919-ben a fővárosi Muskátli Kabaré tagja volt. Ezt követően Egerben, Pozsonyban, és felvidéki színházakban játszott. 1936-ban a Royal, 1940–42-ben az Erzsébetvárosi és az Óbudai Kisfaludy Színház tagja volt. 1945 és 1955 között a győri Kisfaludy Színház társulatának tagja volt, visszavonulásáig. Utolsó éveit az Ódry Árpád Művészotthonban töltötte, egy utcai baleset következtében vesztette életét.

## Magánélete
Házastársa Göndör (Steinauer) József színész volt, akihez 1919. augusztus 4-én Budapesten, a Józsefvárosban ment nőül.

## Főbb szerepei
- Buttykay Ákos: Ezüst sirály – Xénia
- Huszka Jenő: Gül baba – Gábor diák
- Carl Zeller: A madarász – Postás Milka
- Kacsóh Pongrác: János vitéz – címszereplő
- De Fries Károly: Budapest–Wien – Klugerné
- Buday Dénes: Rozmaring a betyárgróf – Hochstetten Camilla
- Sándor Jenő: Bécsi gyors – Bodolay bárónő

### Filmjei
- Hazudik a muzsikaszó (1924)
- Vissza az úton (1941)